# 小泉グループ
小泉グループ株式会社（こいずみグループ）は、レストラン事業の株式会社東天紅や小売業の株式会社アブアブ赤札堂などの企業グループの中核会社である。
大阪府に本店登記のある電気機器・家具製造販売の「小泉産業グループ」や、同グループに関連するアパレルの「小泉グループ」とは無関係である。

## 概説
グループ企業の株を保有する他、各種企業へ出資、経営に関する指導等を行っている。2009年2月現在、株式会社東天紅の株式32.39パーセントを保有する（間接保有含む）。
代表取締役社長は、グループのオーナーでもある小泉和久が務める。

## 企業グループとしての小泉グループに属する主な会社
- 株式会社アブアブ赤札堂 - スーパーマーケットの赤札堂（合計9店舗）と若者向けファッションのABAB（合計1店舗）を経営する。
- 株式会社東天紅 - 中華レストランを含む飲食店舗形態の多角事業（合計17店舗）を経営する。
- 株式会社全日本ガードシステム - 警備システムの構築･運営･管理する。
- 小泉アフリカ・ライオン・サファリ株式会社 - 富士サファリパーク（静岡県裾野市）を運営する。
- 九州アフリカ・ライオン・サファリ株式会社 - 九州自然動物公園アフリカンサファリ（大分県宇佐市）を運営する。
- 株式会社サントピア - 函館KGカントリークラブ函館のゴルフコースを所有する。
- 株式会社ジーエムシー - 南関東のビル管理・メンテナンス、赤札堂各店舗とABAB各店舗の管理業務、を行う。
- 株式会社トラベル日本 - 旅行業旅行代理店業務を行う。2020年12月廃業。
- 株式会社ダイナスティーホリデー - 旅行業（中華航空との合弁）旅行代理店業務を行う。
- ケイエフアイ - 首都圏を中心とした「ミスタードーナツ」の委託運営を行う。
- 日本健康自然食 - 青汁などの健康食品を販売とした事業を行う。
- 塩沢リネンサプライ - 新潟県南魚沼市に本店登記のある、ホテル・旅館向けのリネンクリーニングと配送管理業務を行う。
- プラザブイ